# Ryaverket

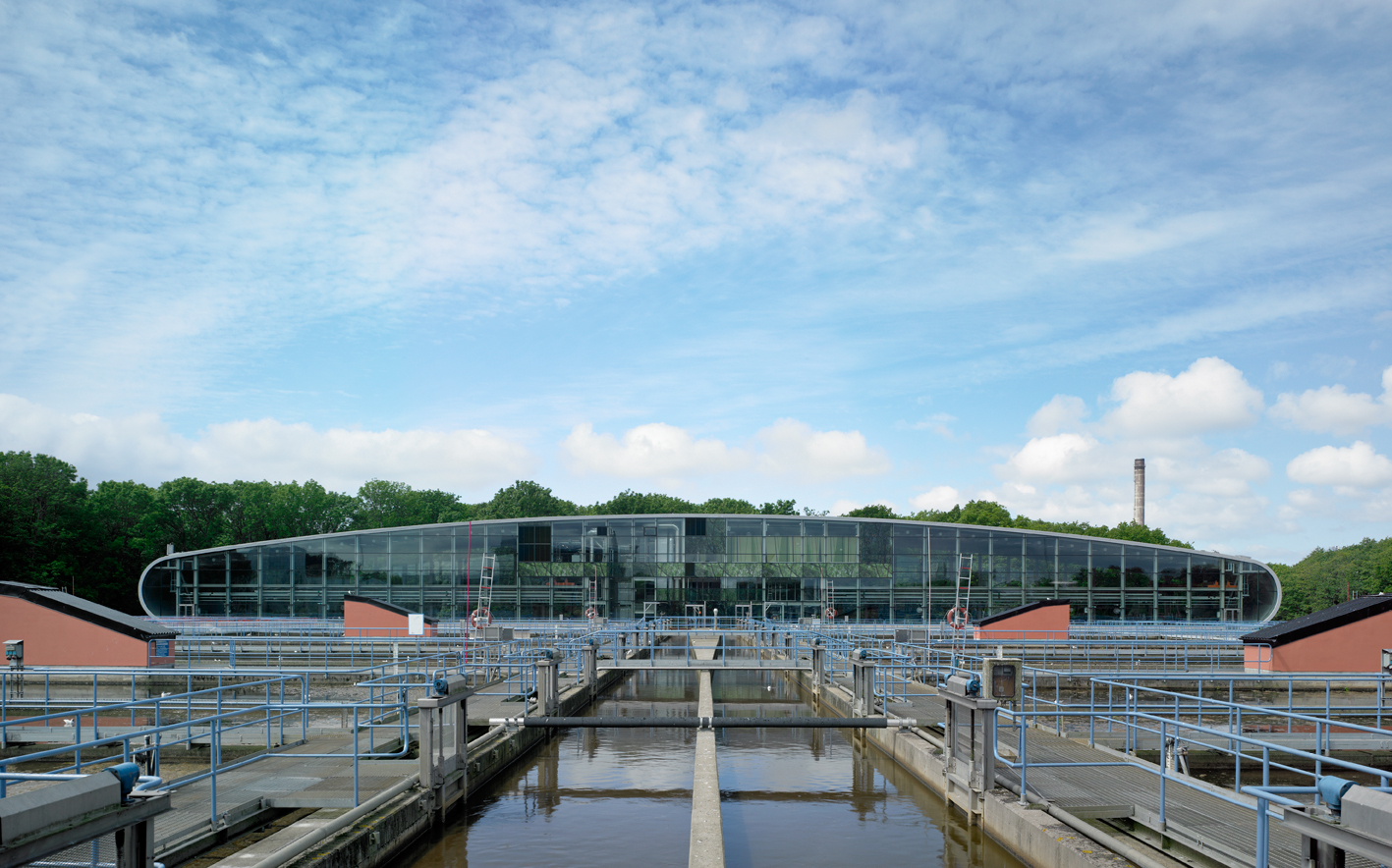
Skivfilteranläggningen, vinnare av Kasper Salin-priset 2010

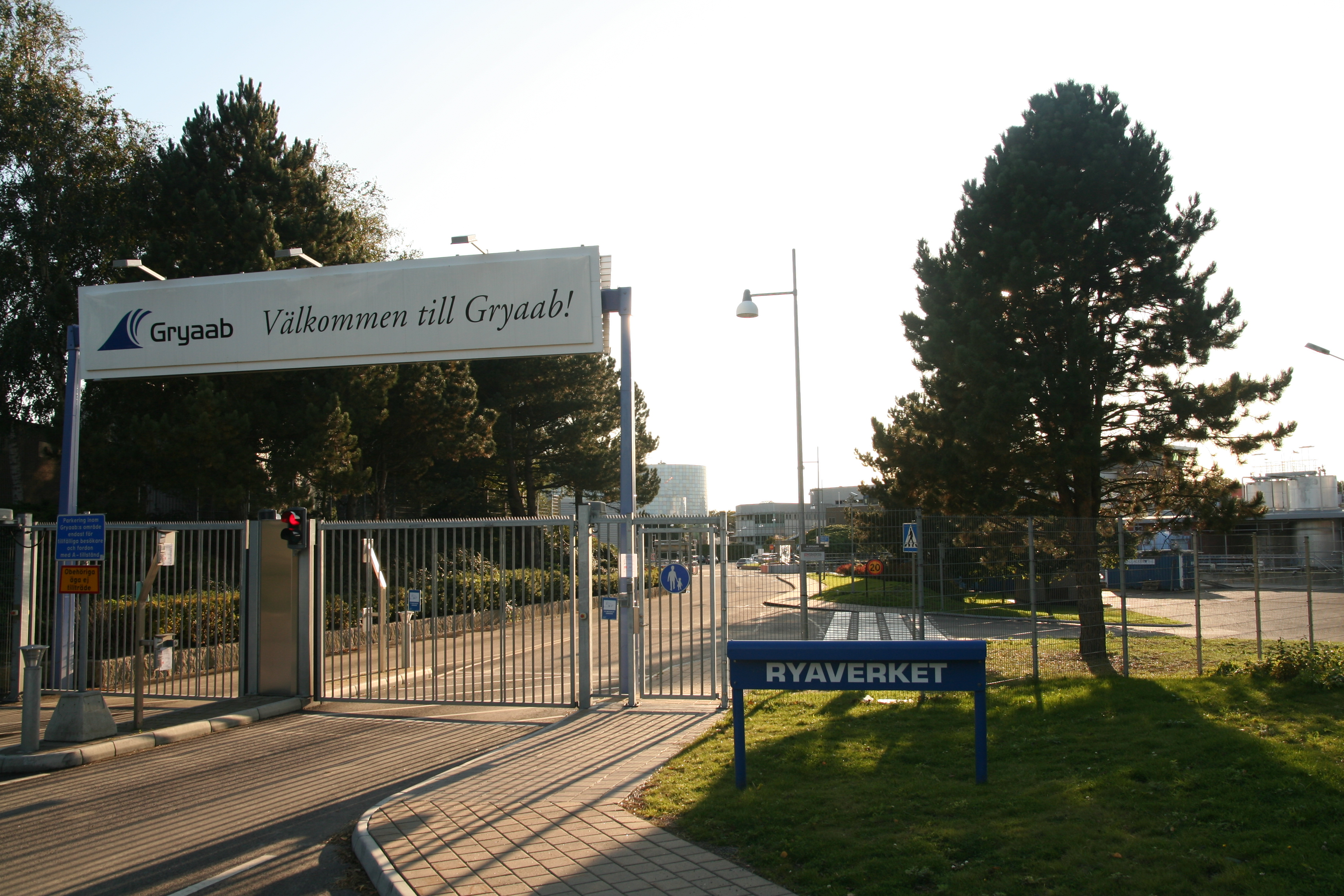
Ryaverket

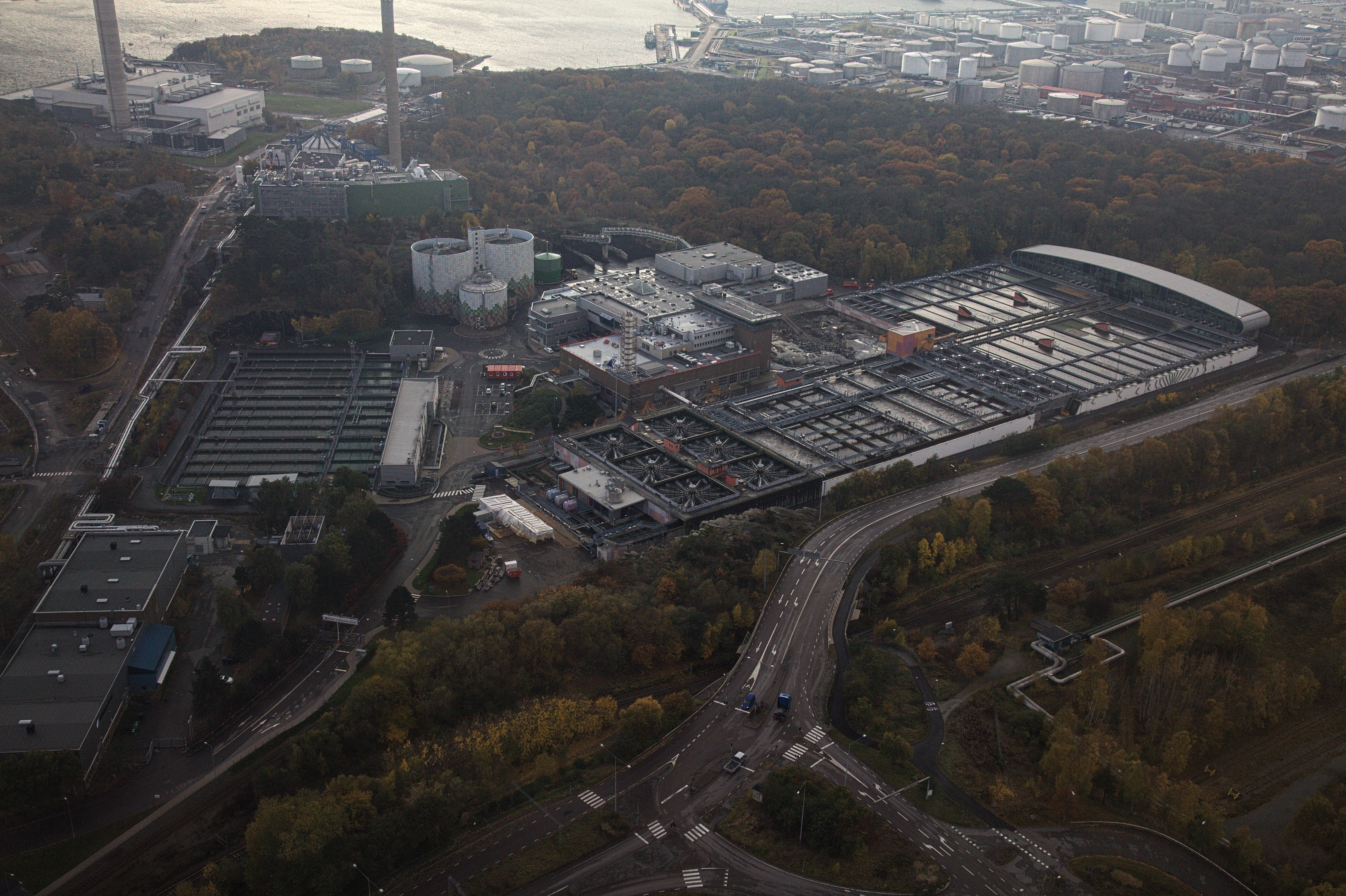
Helikopterbild över anläggningen sett från nordöst.

Ryaverket är ett avloppsreningsverk i Göteborg. Verket är beläget på södra Hisingen, under Älvsborgsbron, och behandlar avloppsvatten från 797 485 personer i Göteborgsregionen (2020). Verket ägs av Gryaab AB, ett kommunalt bolag som ägs av de kommuner vars avloppsvatten renas på Ryaverket. Ägarkommunerna är Göteborg, Ale, Bollebygd, Härryda, Mölndal, Partille, Kungälv och Lerum.
1968 började Ryaverket att byggas. 1972 började verket rena avloppsvatten från hushållen i Göteborg och avloppsreningsverket i Välen lades då ner. Ryaverket har därefter ständigt byggts ut och kan idag behandla avloppsvatten från mer än 800 000 personer vilket gör verket till det största i Norden.

## Verksamhet
Behandlingen består av mekanisk, kemisk och biologisk rening. Organiskt material bryts ner i så kallade aktivslambassänger där bakterier förbrukar det organiska materialet och bygger upp cellmassa. För detta behövs syre eller nitrat. När nitrat används avgår kvävet i nitraten till luften i form av ofarlig kvävgas. Detta utgör slutsteget i kvävereningen (denitrifikation). Fosfor avlägsnas genom fällning med järn(II)sulfat i aktivslambassängerna (simultanfällning). Slutligen filtreras vattnet från små partiklar innan det släpps ut i Göta älv strax utanför Rya Nabbe.
Den producerade cellmassan avlägsnas från vattnet genom sedimentering och bildar slam. I rötkammare omvandlas en del av slammet sedan till energirik biogas (metan och koldioxid). Biogasen upparbetas och säljs som fordonsgas. Det som blir kvar avvattnas för att minska mängden. Slammet används för att göra jord eller som gödsel.
I Ryaverkets kulvert finns världens största målning på 696 kvadratmeter av konstnären Pontus Andersson.
Ryaverkets skivfilteranläggning, ritat av KUB arkitekter, vann Kasper Salin-priset 2010.